# Szombathelyi Béla

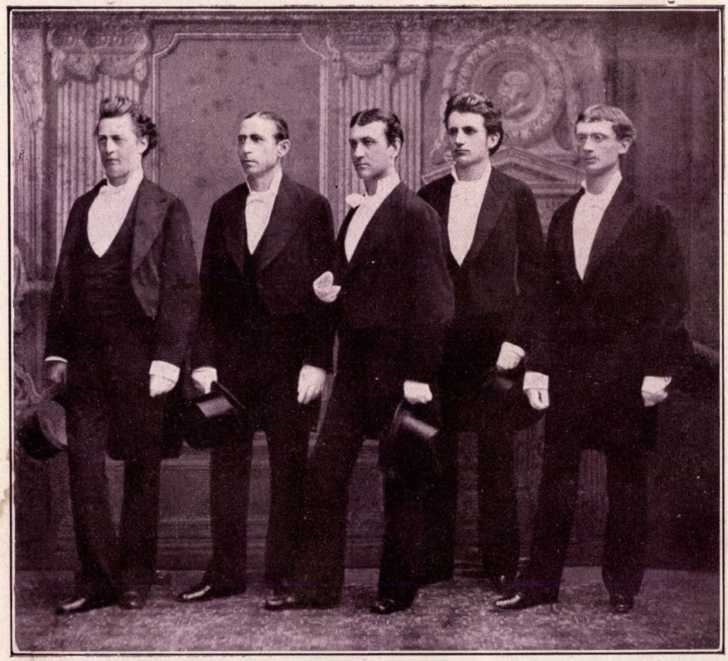
Bécsi magyar népszínműtársulat vezető alakjai: Krasznay Mihály, Szentgyörgyi István, Mátrai Betegh Béla, Gyenes László és Szombathelyi Béla, akiket Erzsébet királyné 1880. május havában Schönbrunnban kihallgatáson fogadott. Forrás: Magyar Színművészeti Lexikon 1. 1929.

Szombathelyi Béla, Theindl (Szombathely, 1851. augusztus 18. – Kolozsvár, 1881. augusztus 24.) színész.

## Életútja
Apja zeneszerző volt, aki tébolydában végezte életét. Szombathelyi árvaházba került, s egészen a gimnáziumig ott nevelték. Tanulmányai elvégzése után lépett a színipályára, Károlyi Lajos társulatánál Kőszegen, 1869. szeptember 7-én szerepelt fel először. Eleinte Szombathelyi–Theindl Béla néven játszott. Feleségül vette Vargyasi Dániel Ida színésznőt. 1876. áprilisban Kolozsvárra ment, itt kis megszakítással haláláig játszott, októberben a Csapodárban lépett fel. 1878-ban szerepelt a pesti Népszínházban. Kiváló operett buffó és népszínműénekes volt. Utolsó fellépése 1881. augusztus 4-én volt Kolozsvárott a Gavand Minar és társa című vígjátékban, amiben egy farizeuskodó kereskedősegédet alakított. Másnap pisztolypárbajt vívott Temesváry Lajossal, akinek golyója a lábán megsebesítette és ennek következtében vérmérgezésben elhunyt. Sírjánál Szacsvay Imre búcsúztatta. Sírkövét 1888. november 1-jén leplezték le, felirata:
"Hallgat a taps, virág nem hull
Elnémult az édes lárma,
Áldva legyen hantomon túl
Hű emléktek hold sugára."
(E. Kovács Gyula)
Fia, Mihály (sz. 1880) szintén színész volt.

## Fontosabb szerepei
- Gelencséri pusztabíró (Csepreghy F.: Sárga csikó)
- Carniole (Feuillet: Delila)
- Szlankaményi (Tóth: Nők az alkotmányban).

## Működési adatai
1869–71: Károlyi Lajos; 1871: Novák Lajos; 1871–73: Aradi Gerő; 1873–74: Sztupa Andor; 1874–75: Balogh Alajos; 1875–76: Bogyó Alajos, Mándoki Béla.